# Тафта

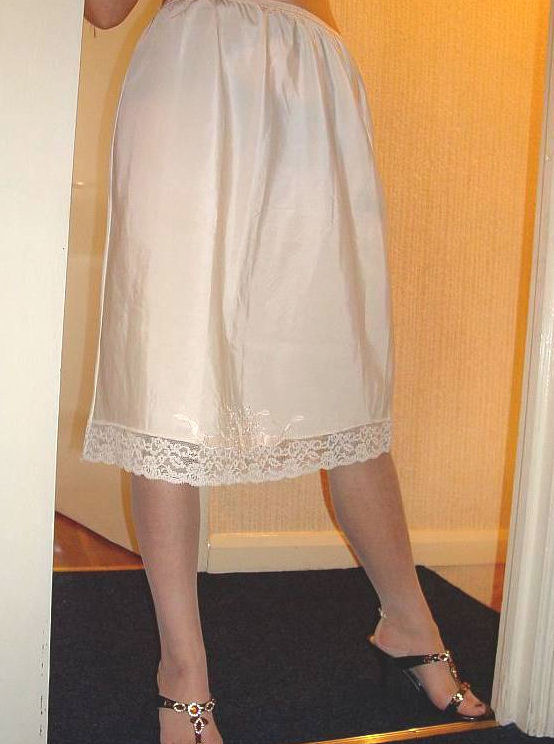
Нижняя юбка из кремовой тафты

Тафта́ (фр. taffetas, итал. taffetà, от перс. ‎«taftah» — скрученный, свитый, сотканный"; не путать с синтетической подкладочной тканью таффета) — разновидность плотной тонкой глянцевой ткани полотняного переплетения из туго скрученных нитей шёлка, хлопка или синтетических органических полимеров. Применяется для пошива нарядной и вечерней одежды, декора и обивки мебели, изготовления товаров народного потребления.
Для тафты характерны жёсткость, плотность и ломкость складок. Благодаря своей пластичности она даёт возможность создавать пышные силуэты, объёмные драпировки.

## История

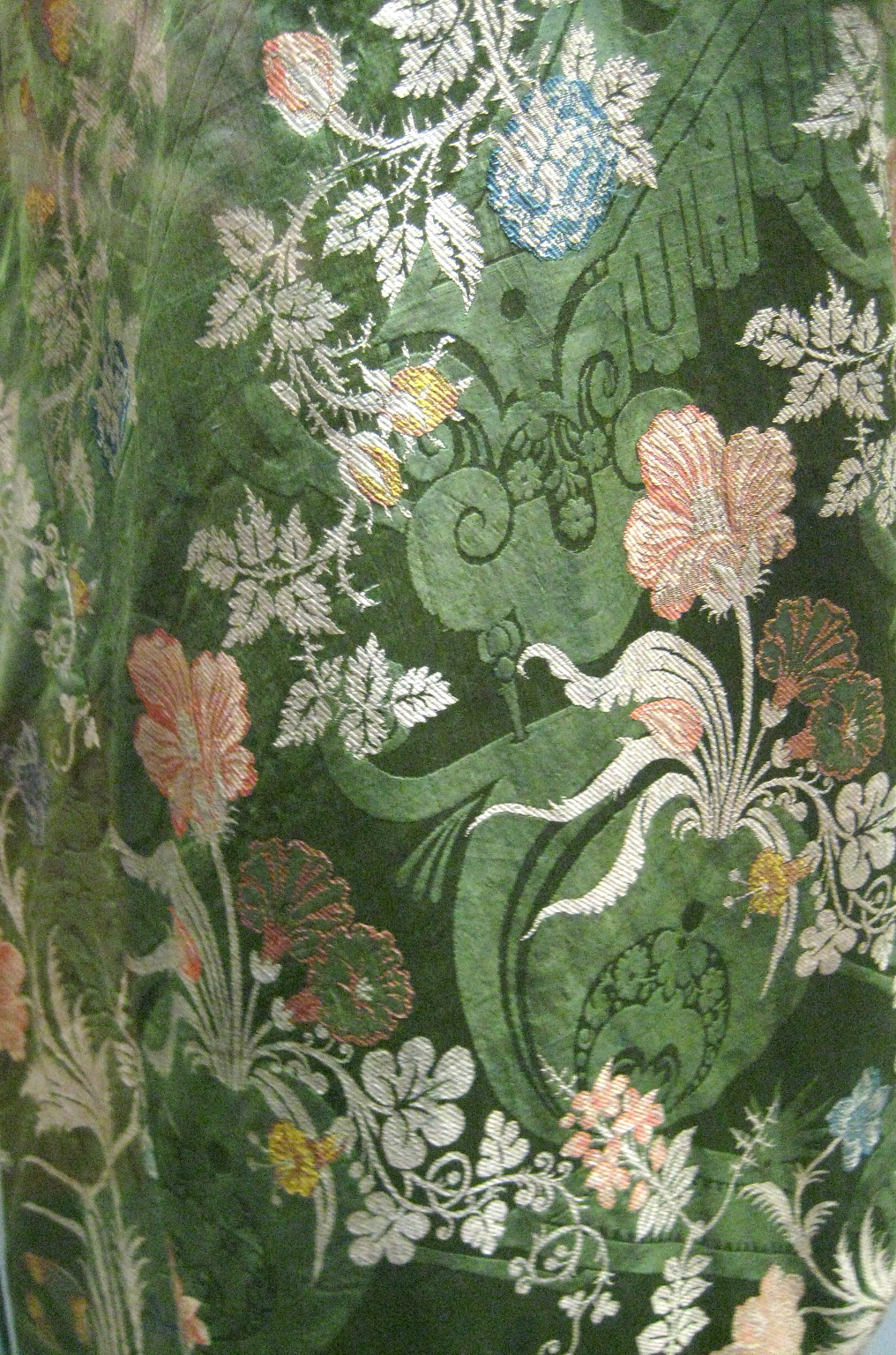
Фрагмент шлафрока императора Петра I, сшитого из итальянской тафты, XVII век.

В России тафта известна с XIV века, сначала как импортный товар (ввозилась из Византии и стран Азии).
Тафта использовалась для пошива женской и мужской верхней одежды (кафтанов, штанов, опашней, нарядных рубах, сарафанов), отделки шуб, головных уборов и др. в качестве основного или подкладочного материала.
Платно, а опашень тож, отлас золотной земля серебрена. Опашень панихидной зуфь вишнева, в длину по передам 2 аршина, позади 2 аршина 2 вершка, в плечах ширина 1 арш. 1 вершка, рукавам длина от стану полтора аршина, в корени 7 вершков, в запястье три вершка, в подолах ширина 4 аршина без 2 вершков. Зуфи в кроенье пошло 12 и 2 арш.; подпушка фарауз тафтяной, в кроенье вышло пол-третья аршина, да на ожерелье и в рукава, на подпушку фараузу атласнаго 13 верш.; да под ожерельем на подкладку тафты зеленой четь аршина; нашивка торочковая тафтяная, мерою 15 арш.; пугвицы серебряны, золочены.

## Свойства
Тафта обладает следующими характеристиками:
- определённые водоотталкивающие свойства;
- долговечность и практичность;
- износостойкость;
- привлекательный внешний вид (небольшой блеск).

## Современные разновидности
Изначально тафта была только шёлковой или хлопковой, но сегодня множество видов тафты изготавливается из синтетических волокон. Белая и светло-кремовая тафта популярна как ткань для свадебных платьев.

### Тафта шанжан
Тафта́ шанжа́н (фр. changeant — изменять) — разновидность тафты с двухцветным переливчатым эффектом.